# Aérodrome de Mont-Dauphin - Saint-Crépin
L’aérodrome de Mont-Dauphin - Saint-Crépin (code OACI : LFNC) est un aérodrome ouvert à la circulation aérienne publique (CAP), situé sur la commune de Saint-Crépin à 4 km au nord-nord-ouest de Mont-Dauphin dans les Hautes-Alpes (région Provence-Alpes-Côte d'Azur, France).
Il est utilisé pour la pratique d’activités de loisirs et de tourisme (aviation légère).

## Installations
L’aérodrome dispose de deux pistes orientées sud-nord (16/34) :
- une piste bitumée longue de 845 m et large de 30 en cours de rénovation par tiers, les travaux allant jusqu'en 2017 ;
- une piste en herbe longue de 780 m et large de 70, réservée aux planeurs.

L’aérodrome n’est pas contrôlé. Les communications s’effectuent en auto-information sur la fréquence de 123,500 MHz.
S’y ajoutent :
- une aire de stationnement ;
- des hangars ;
- une station d’avitaillement en carburant (100LL et Jet A1)[2].

## Activités
- Aéroclub des Quatre Vallées
- Club de vol à voile Guil et Durance
- Hélicoptères "Hélimax SAF" (tourisme, photos aériennes, vidéos aériennes, levage et secours sur pistes.)